# Sira Badiar
Pour les articles homonymes, voir Badiar.
Sira Badiar Mane, appelée aussi Siga Badial ou Sira Badial, est une princesse Guelewar  connue comme étant la première reine de Djilor. Elle est la fille de la Princesse Mousse Coto et a pour frère Takoura Senghor; elle est par ailleurs décrite par les sources comme étant parente au premier roi du royaume du Sine Mansa Valy Mane.    
Le règne de Sira Badiar Mane aurait marqué le début du règne des Guelewar dans le Sine-Saloum au XIVe siècle.

## Origines
Pendant de l'empire du Mali, le Royaume du Gaabu aurait été sujet à des conflits internes mais aussi des rapports conflictuels avec les Peuls du Futa; autant de causes de son déclin vers le XIXe siècle. Ces divers facteurs vont provoquer l’émigration de membres de la Dynastie Guelwaar vers le Siin et le Saalum vers le XVe siècle. 
Alors que d'après certains récits cette migration fut conduite par Mansa Valy Mane, d'autres sources relatent que le convoi était composé de quatre princesses et de trois princes guelwaar , descendant.e.s du dernier souverain du Gaabu Dianké Wali avec à leur tête Mady Badiar Mane. Ce dernier est le frère de la Princesse Mousse Koto, la mère de Sira Badiar Mane et de Takoura Senghor . 
De même, les récits recueillis relatent un lien de parenté différent entre Sira Badiar Mane et Mansa Valy Mane. D'après certaines sources Mansa Valy Mane est le fils aîné de la Princesse Sira Badiar Mane. Ce dernier aurait quitté le royaume du Djognick car refusant d’être gouverné par une femme. À l'opposé, les autres sources affirment que Sira Badiar Mane et Mansa Valy Mane seraient frère et sœur, la princesse faisait partie de ses compagnons les plus proches.  

## Règne
À la suite de leur exil, les membres restants de la dynastie guelwaar s'installèrent de façon disparate et progressive dans le Sine-Saloum. Alors que Takoura Senghor s'installe vers Bambalam non loin de Sadioga, Sira Badiar s'installa d'abord à Pethiakh avant de regagner Djilor , appelé aussi Djilor Djognick. 
La Princesse Sira Badiar Mane disposait d'une réelle influence au niveau de Djilor et parvint ainsi à se faire introniser reine du royaume du Djognick.  Elle devint  la première et seule reine du Djognick et son intronisation marqua le début du règne des Guelwaar au niveau du Sine-Saloum.  
À sa mort, elle fut remplacée par Wakumbof Ndong. 

## Dans la littérature
On retrouve dans la production du poète Léopold Sédar Senghor des références à la princesse Sira  Badiar Mane. 
Dans le poème liminaire du recueil Hosties Noires, Léopold Sédar Senghor se réclame descendant de la princesse Sira Badiar Mane, qu'il appelle Sira Badral, se disant son petit-neveu. Le poète serait donc descendant de la lignée Guelwaar de par sa famille paternelle, Takoura Badiar Senghor étant son ancêtre direct Par ailleurs dans le recueil Chants d'Ombre, il fait allusion à la mère de la princesse Sira Badiar Mane comme étant la reine fondatrice des royaumes mais aussi sel des sereers. 